# Veliko peščeno morje
Veliko peščeno morje je približno 72.000 km2 velika peščena puščava (erg je peščeno morje) v Sahari, ki se razteza od zahodnega Egipta in vzhodne Libije v Severni Afriki. Večji del območja pokrivajo peščene sipine.

## Geografija
Veliko peščeno morje se razteza približno 650 km od severa proti jugu in 300 km od vzhoda proti zahodu. Na satelitskih slikah ta puščava kaže vzorec dolgih peščenih grebenov, ki potekajo približno v smeri sever–jug. Veliko peščeno morje ima navkljub navidezni enoličnosti dve veliki območji z različnimi vrstami mega sipin. Egiptovsko peščeno morje leži vzporedno s peščenim morjem Calanšio v Libiji, s katerim se stika na severu. Sipine Velikega peščenega morja pokrivajo približno 10 % celotne površine egiptovske zahodne puščave.
Siva je oaza v Egiptu, približno 50 km vzhodno od libijske meje, v vzhodnem delu Velikega peščenega morja ali Egiptovskega peščenega morja.
Čeprav je bilo Veliko peščeno morje dobro znano Tuaregom in trgovcem, ki so potovali s karavanami po Sahari, je bil Friedrich Gerhard Rohlfs prvi Evropejec, ki je dokumentiral Veliko peščeno morje. Svoje saharske ekspedicije je začel leta 1865 in veliko prostranstvo sipin poimenoval Große Sandmeer (Veliko peščeno morje), vendar so Evropejci šele leta 1924 z zemljevidi egiptovskega dvorjana Ahmeda Hassaneina spoznali celoten obseg Velikega peščenega morja.